# Hippoloque fils de Bellérophon
Pour les articles homonymes, voir Hippoloque.
Dans la mythologie grecque, Hippoloque (en grec ancien Ίππόλοχος / Hippólokhos) est fils de Bellérophon, roi de Corinthe, et de Philonoé, fille du roi de Lycie Iobatès.
Il est le père de Glaucos, un des meneurs troyen de la guerre de Troie.

## Source
- Pseudo-Apollodore, Bibliothèque [détail des éditions] [lire en ligne] (II, 3, 2).
- Homère, Iliade [détail des éditions] [lire en ligne] (VI, v. 119 et suiv. ; VI, v. 196 et suiv.).